# Thorax porcellana
Thorax porcellana är en kackerlacksart som beskrevs av Henri de Saussure 1862. Thorax porcellana ingår i släktet Thorax, och familjen jättekackerlackor. Inga underarter finns listade i Catalogue of Life.